# Marija Pomočnica
Marija Pomočnica (tudi Marija Pomočnica kristjanov ali Marija Pomagaj) je rimskokatoliška verska resnica in dogma, ki pravi, da je Jezusova mati Marija sodelavka pri Jezusovem zveličavnem delovanju in na ta način priprošnjica in pomočnica Božjega ljudstva, zlasti kristjanov. Temu posredovanju Rimskokatoliška cerkev posveča tudi praznik Marije Pomočnice, ki ga praznuje 24. maja.

## Vsebina praznika
Opozorilo: Izraza Marija Pomočnica ne smemo razumeti tako, kot da bi bila Marija sama pomočnica ljudem v stiskah in Odrešiteljica. Marijina vloga je marveč podrejena osrednji vlogi Kristusa, v odvisnosti od njega in v sodelovanjem z njim. Pomoč človeku prihaja od Kristusa, vendar tudi po Marijinem posredovanju. Marija ni boginja, ampak stvar. Zato Marije ne molimo, kot to delamo glede na Boga, ampak jo častimo in se ji priporočamo, da nam izprosi potrebnih milosti.

## Zgodovina praznika
V lavretanskih litanijah najdemo vzklik Mariji »Pomoč kristjanov«. Ta vzklik je uvrstil v litanije papež sveti Pij V. kot znamenje hvaležnosti za zmago nad Turki - ki so imeli veliko premoč v številu ladij in vojakov - 7. oktobra 1571. v Bitki pri Lepantu. Kristjani to zmago pripisujejo molitvam, ki jih je v Marijino čast po papeževem naročilu molilo krščansko ljudstvo. Stoletje pozneje so Turki z ogromno armado 1683 pridrli do Dunaja in ga oblegali. To je bilo že Drugo obleganje Dunaja. Bilo je le še vprašanje časa, kdaj se bo mesto vdalo, ker so imeli muslimani velikansko premoč. Hoteli so stolnico sv. Štefana spremeniti v hlev za svoje konje. V zadnjem trenutku je prišel na pomoč poljski kraljevič Jan Sobieski in z Marijino zastavo so pognali sovražnike v beg. V zahvalo je papež uvedel praznik Marijinega Imena 12. septembra, ko so dosegli to zmago, ki jo pripisujejo kristjani Marijini priprošnji.
Verniki so pripisovali Marijini priprošnji tudi rešitev papeža Pija VII. iz Napoleonovega ujetništva. Nenavadna podobnost obstaja med usodo absolutnega vladarja in zmagovitega cesarja in njegovega jetnika papeža. Papež se je moral odpovedati Cerkveni državi v zameno za letno podporo 2 milijona frankov v gradu Fontainebleau; poraženi Napoleon je moral v istem gradu in v isti sobi podpisati odstop v zameno za letno rento 2 milijona frankov (11. Avgusta 1814). Ko so poraženega Napoleona peljali v izgnanstvo na otok Svete Helene, se je papež Pij med zmagoslavjem pobožnega ljudstva vračal  24. maja 1814 v Rim. »Katoličan, ki premišljuje te čudovite dogodke, se mora veseliti nad posegi božje previdnosti v prid Cerkve. Sovražnik katoliške Cerkve seveda ne bo videl tu ničesar, kot slepa naključja.« 
V znamenje hvaležnosti za srečno rešitev je uvedel papež Pij VII. praznik Marije Pomočnice.  Njen apostol je bil zlasti sveti Janez Bosko. V Turinu je 1868 zgradil mogočno svetišče Marije Pomočnice, od koder se je širilo njeno češčenje po vsem svetu. 

Benedikt XV. poudarja pomen vzklika  »Pomočnica kristjanov« v litanijah in pravi: »Cerkev ni naključno ustvarila vzklika »pomoč kristjanov« na koncu litanij.« Že predhodni vzkliki izražajo to misel. »Za vzkliki: »Zdravje bolnikov«, »Pribežališče grešnikov«, »Tolažnica žalostnih« kliče Marijo kot »Pomočnico kristjanov«.